# Rümelinsmühle (Murrhardt)

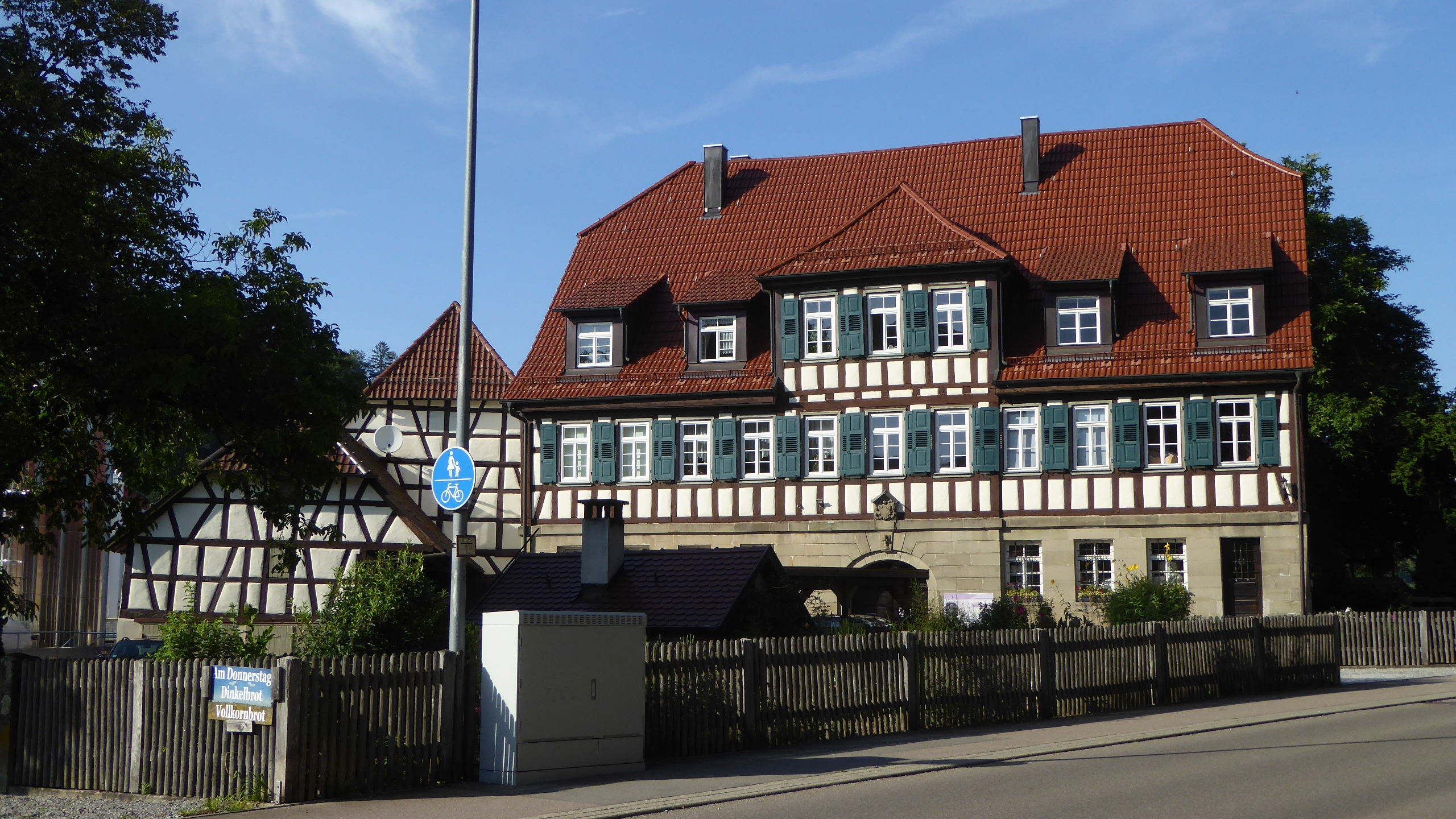
Die Rümelinsmühle

Die Rümelinsmühle ist eine denkmalgeschützte Wassermühle in der Stadt Murrhardt im baden-württembergischen Rems-Murr-Kreis. Sie wurde bereits im späten Mittelalter als Mahl- und Sägemühle genutzt und wurde mehrmals umgebaut. Das ansehnliche Fachwerk-Hauptgebäude entstand 1799. Die Rümelinsmühle ist die einzige Getreidemühle im Schwäbisch-Fränkischen Wald, die noch vollständig betriebsfähig ist und mit Wasserkraft betrieben wird.

## Lage und Beschreibung
Die Mühle liegt an einem über 500 Meter langen Mühlkanal, der links vom zuunterst Dentelsbach genannten Trauzenbach abzweigt. Die Mühle verfügt über zwei Wasserräder. Um das Hauptgebäude gruppieren sich Scheunen, ehemalige Viehställe, ein Backhäuschen und ein Küchengarten.

## Geschichte
Die Ursprünge der Mühle liegen im späten Mittelalter. Erstmals erwähnt wurde die Rümelinsmühle im Jahre 1471 unter dem Namen Wolfsmühle. Im 16. Jahrhundert wird eine Sägemühle neben der Mahlmühle erwähnt, die jedoch später aufgegeben wurde. Im 19. Jahrhundert verfügte die Rümelinsmühle wieder über eine wasserbetriebene Kreissäge. Um 1830 war die Anlage im Besitz des Johann Kugler. Die Leistung der Mühle lag bei 5 PS. Die Rümelinsmühle überstand die als Mühlensterben bezeichnete Krise am Ende des 19. Jahrhunderts und blieb auch während und nach den beiden Weltkriegen betriebsfähig. 1983 erhielt sie sogar ein neues Mühlrad.